# إذاعة صوت الشباب
إذاعة صوت الشباب محطة إذاعية سورية تبث برامجها من دمشق على الموجة FM 95.5، وتختص ببرامج الشباب وشعارها من الشباب وإليهم و ايضا متلك ما خدا و سورية مية بالمية.